# James Moore (pentatleta)
James Moore (Erie, 20 de fevereiro de 1935) é um ex-pentatleta estadunidense medalhista olimpico. 

## Carreira
James Moore representou seu país nos Jogos Olímpicos de 1964 e 1968, na qual conquistou a medalha de prata, por equipes em 1964. 